# Matthias Kohl
Matthias Kohl  (* 14. August 1973 in Vilseck, Bayern) ist ein deutscher Mathematiker und Statistiker, der sich überwiegend mit robuster Statistik beschäftigt.

## Leben
Kohl studierte Mathematik an der Universität Bayreuth, wo er 2005 bei Helmut Rieder mit der Arbeit Numerical Contributions to the Asymptotic Theory of Robustness promovierte.
Zunächst arbeitete er an der Universität Jena als Biostatistiker. In Jena beschäftigte er sich mit der Analyse hochdimensionaler biologischer Daten, der Entwicklung und Validierung von Microarray-basierten Vorhersagemodellen und dem Studiendesign. Im Jahr 2011 wurde er Professor an der Hochschule Furtwangen, wo er seitdem im Bereich Biostatistik lehrt und zu statistischen Methoden zur Biomarker-Entwicklung und Validierung sowie molekularer Diagnostik forscht.

## Schriften
Bücher
- M. Kohl, H.P. Deigner. Precision Medicine: Tools and Quantitative Approaches. 1st Edition, 2018, 374 pages. eBook ISBN 978-0-12-805433-8, Paperback ISBN 978-0-12-805364-5
- M. Kohl. Einführung in das Programmieren mit R. 1. Auflage, 2016, ISBN 978-87-403-1235-5.
- M. Kohl. Introduction to statistical data analysis with R. 1st edition, 2015, 228 pages, free. ISBN 978-87-403-1123-5.
- M. Kohl. Analyse von Genexpressionsdaten – mit R und Bioconductor. 1. Auflage, 2013, ISBN 978-87-403-0349-0